# 1980年世界大賽
1980年世界大賽是由代表美聯的堪薩斯市皇家與代表國聯的費城費城人在世界大賽中對決。最後由費城人4勝2敗打敗皇家，拿下隊史首座世界大賽冠軍。 三壘手麥克·舒密特成為世界大賽MVP。
皇家隊的Willie Wilson在系列賽中被三振12次，在只有打滿6場的世界大賽中，Wilson寫下了新紀錄。
皇家隊成為繼1969年的大都會後，第二支登上世界大賽的擴編球隊。這年的世界大賽也是大聯盟首次都在人工草皮的球場舉辦的系列賽。同時也是1920年以來首次出現兩支從未奪冠的球隊在爭奪世界大賽冠軍。
世界大賽第6場，透過電視收看比賽的觀眾人數多達5490萬人，成為了史上最多人收看的世界大賽單一比賽。

## 總結
國聯 費城費城人（4）- 美聯 堪薩斯市皇家（2）
| 場次 | 比數                     | 日期     | 地點           | 觀眾  |
| ---- | ------------------------ | -------- | -------------- | ----- |
| 1    | 皇家 6，費城人 7         | 10月14日 | 退伍軍人體育場 | 65791 |
| 2    | 皇家 4，費城人 6         | 10月15日 | 退伍軍人體育場 | 65775 |
| 3    | 費城人 3，皇家 4（10局） | 10月17日 | 皇家體育場     | 42380 |
| 4    | 費城人 3，皇家 5         | 10月18日 | 皇家體育場     | 42363 |
| 5    | 費城人 4，皇家 3         | 10月19日 | 皇家體育場     | 42369 |
| 6    | 皇家 1，費城人 4         | 10月21日 | 退伍軍人體育場 | 65838 |

## 逐場結果

### 第一戰：10月14日
賓夕法尼亞州，費城，退伍軍人體育場
| 堪薩斯市皇家 | 0 | 2 | 2 | 0 | 0 | 0 | 0 | 2 | 0 | 6 | 9  | 1 |
| 費城費城人 | 0 | 0 | 5 | 1 | 1 | 0 | 0 | 0 | X | 7 | 11 | 0 |
| 勝投： Bob Walk（1–0） 敗投： 丹尼斯·雷納德（0–1） 救援成功： Tug McGraw（1） 全壘打： 皇家：Amos Otis（2上,2分）、Willie Aikens 2（3上,2分、8上,2分） 費城人：Bake McBride（3下,3分） |   |   |   |   |   |   |   |   |   |   |    |   |

費城人推出該年才登上大聯盟的菜鳥投手Bob Walk擔任首戰先發，他也成為史上第三位在世界大賽第一場先發的菜鳥投手。
2局上，皇家隊很快便給了菜鳥Walk震撼教育，Amos Otis敲出2分砲幫助球隊先馳得點。3局上，Willie Aikens也補上一支2分砲，皇家4比0領先。
3局下，費城人在1出局後連敲3支安打追回2分。後來Bake McBride更是敲出3分砲，成為勝利打點。
4、5兩局，費城人都各得2分添加保險。雖然8局上Willie Aikens敲出雙響砲，不過皇家的攻勢沒能繼續，最後費城人7比6驚險贏得首戰。

### 第二戰：10月15日
賓夕法尼亞州，費城，退伍軍人體育場
| 堪薩斯市皇家                                                                       | 0 | 0 | 0 | 0 | 0 | 1 | 3 | 0 | 0 | 4 | 11 | 0 |
| 費城費城人                                                                         | 0 | 0 | 0 | 0 | 2 | 0 | 0 | 4 | X | 6 | 8  | 1 |
| 勝投： 史提夫·卡爾頓（1–0） 敗投： Dan Quisenberry（0–1） 救援成功： Ron Reed（1） |   |   |   |   |   |   |   |   |   |   |    |   |

這場雙方都推出左投應戰，Larry Gura和史提夫·卡爾頓都在比賽前段壓制對手。
5局下，費城人率先出擊，他們敲出3支安打攻下2分。6局上，Willie Aikens敲出滾地球，結果Manny Trillo發生傳球失誤，讓費城人掉了1分。
7局上，卡爾頓控球出現不穩，單局丟出3次保送。而皇家隊也趁此機會發動兩次盜壘，Amos Otis更是敲出二壘安打一棒逆轉比分。John Wathan隨後敲出高飛犧牲打送回1分，但是費城人抓到了往三壘跑的Otis，結束皇家隊攻勢。
8局下，Bob Boone先獲得保送。隨後費城人後面5棒共敲出4支安打，一下子就攻進4分大局逆轉。最後費城人就以6比4拿下勝利。

### 第三戰：10月17日
密蘇里州，堪薩斯市，皇家體育場
| 費城費城人 | 0 | 1 | 0 | 0 | 1 | 0 | 0 | 1 | 0 | 0 | 3 | 14 | 0 |
| 堪薩斯市皇家 | 1 | 0 | 0 | 1 | 0 | 0 | 1 | 0 | 0 | 1 | 4 | 11 | 0 |
| 勝投： Dan Quisenberry（1–1） 敗投： Tug McGraw（0–1） 全壘打： 費城人：麥克·舒密特（5上,1分） 皇家：喬治·布列特（1下,1分）、Amos Otis（7下,1分） |   |   |   |   |   |   |   |   |   |   |   |    |   |

喬治·布列特在第一局就敲出全壘打，先讓皇家先馳得點。不過費城人在下半局馬上追平比數。
4局下，Willie Aikens和Hal McRae接連敲出三壘安打和一壘安打拿下第2分。而麥克·舒密特在5局上敲出陽春砲再度追平。
7局下，Amos Otis也敲出全壘打，讓皇家隊第三次取得領先。但是費城人也夠頑強，彼得·羅斯在8局上敲安讓戰局進入到延長賽。
10局下，雖然首名上壘的跑者U L Washington發動盜壘失敗出局，不過Willie Aikens仍成功敲出再見安打，以4比3獲勝。

### 第四戰：10月18日
密蘇里州，堪薩斯市，皇家體育場
| 費城費城人 | 0 | 1 | 0 | 0 | 0 | 0 | 1 | 1 | 0 | 3 | 10 | 1 |
| 堪薩斯市皇家 | 4 | 1 | 0 | 0 | 0 | 0 | 0 | 0 | X | 5 | 10 | 2 |
| 勝投： 丹尼斯·雷納德（1–0） 敗投： Larry Christenson（0–1） 救援成功： Dan Quisenberry（1） 全壘打： 費城人：無 皇家：Willie Aikens 2（1下,2分、2下,1分） |   |   |   |   |   |   |   |   |   |   |    |   |

Larry Christenson在第一局就被敲出4支長打，包含Willie Aikens的2分砲，合計僅投了0.1局便失4分退場休息。
Aikens敲了一發還不夠，他在2局下又補上一支陽春砲，讓皇家5比1領先。
有了打線的支援，丹尼斯·雷納德也愈投愈穩，他主投7局僅失3分拿下勝投。

### 第五戰：10月19日
密蘇里州，堪薩斯市，皇家體育場
| 費城費城人 | 0 | 0 | 0 | 2 | 0 | 0 | 0 | 0 | 2 | 4 | 7  | 0 |
| 堪薩斯市皇家 | 0 | 0 | 0 | 0 | 1 | 2 | 0 | 0 | 0 | 3 | 12 | 2 |
| 勝投： Tug McGraw（1–1） 敗投： Dan Quisenberry（1–2） 全壘打： 費城人：麥克·舒密特（4上,2分） 皇家：Amos Otis（6下,1分） |   |   |   |   |   |   |   |   |   |   |    |   |

麥克·舒密特在4局上敲出2分砲，讓費城人取得2比0領先。不過Amos Otis的全壘打讓皇家追平比分，U L Washington的高飛犧牲打讓皇家逆轉超前。
Dan Quisenberry在7局上接替投球，但是卻在9局上出狀況。麥克·舒密特和Del Unser連續敲出追平戰局，Manny Trillo也跟著敲安，讓費城人再次領先。
9局下，Tug McGraw控球也出狀況，單局丟出3次保送。不過他最後成功三振Jose Cardenal，讓費城人取得聽牌優勢。

### 第六戰：10月21日
賓夕法尼亞州，費城，退伍軍人體育場
| 堪薩斯市皇家                                                                   | 0 | 0 | 0 | 0 | 0 | 0 | 0 | 1 | 0 | 1 | 7 | 2 |
| 費城費城人                                                                     | 0 | 0 | 2 | 0 | 1 | 1 | 0 | 0 | X | 4 | 9 | 0 |
| 勝投： 史提夫·卡爾頓（2–0） 敗投： Rich Gale（0–1） 救援成功： Tug McGraw（2） |   |   |   |   |   |   |   |   |   |   |   |   |

史提夫·卡爾頓在這場比賽先發7局送出7次三振，只被敲出4支安打失1分。
而費城人打線在3局下就有回應，他們靠著保送、失誤和安打串聯攻下2分，也把皇家先發Rich Gale打退場。
5、6兩局，費城人又攻下2分保險分。加上Tug McGraw後援2局無失分，最終費城人4比1贏球，拿下隊史成立97年後的第一座世界大賽冠軍。他們也是美聯和國聯創始16支球隊中，最後一支拿下冠軍的隊伍。

## 焦點球員
費城人
- Bob Boone：世界大賽打擊率4成12，敲出7支安打和4分打點。

- 麥克·舒密特：世界大賽打擊率3成81，敲出8支安打、2轟和全隊最多的7分打點。

- Larry Bowa：世界大賽打擊率3成75，敲出9支安打為全隊最高，另有3次盜壘成功。

- Bake McBride：世界大賽打擊率3成04，敲出1轟和5分打點。

- 史提夫·卡爾頓：世界大賽先發兩場全勝，防禦率2.40。

- Tug Mcgraw：世界大賽出賽4場，防禦率1.17，拿下2次救援成功。

皇家
- Amos Otis：世界大賽打擊率4成78，敲出11支安打、3轟和7分打點。

- Willie Aikens：世界大賽打擊率4成，敲出4轟和8分打點。

- 喬治·布列特：世界大賽打擊率3成75，敲出9支安打與3分打點。

- Larry Gura：世界大賽先發2場，防禦率2.19。

## 外部連結
- Almanac網站上關於1980年世界大賽的頁面（页面存档备份，存于）
- MLB官網裡的1980年世界大賽頁面（页面存档备份，存于）
- Reference網站上關於1980年世界大賽的頁面（页面存档备份，存于）
- 1980年世界大賽逐場比賽結果以及每一球詳細紀錄[]